# Moni Naor
Pour les articles homonymes, voir Naor.
Moni Naor (hébreu : מוני נאור), né le 24 mars 1961, est un chercheur en informatique théorique israélien, professeur à l'institut Weizmann. Il a reçu le prix Gödel en 2014.

## Biographie
Naor a obtenu son Ph.D. en 1989 à l'université de Californie à Berkeley sous la direction de Manuel Blum. Il a par ailleurs dirigé le Ph.D. de Omer Reingold.

## Travaux
Moni Naor est surtout connu pour ses travaux en cryptographie, où il a été l'un des pionniers avec Adi Shamir de la cryptographie visuelle, 
qui a amené à la création des CAPTCHA. Cependant il a publié des travaux dans d'autres domaines, notamment en calcul distribué.
Il a obtenu le prix Gödel en 2014 pour un article écrit avec Ronald Fagin et Amnon Lotem sur des algorithmes d'agrégation utiles notamment en apprentissage automatique.